# Маркарян Арсен Ашотович
Маркарян Арсен Ашотович також Джагаспаня́н (рос. Маркарян, Арсен Ашотович; нар. 21 березня 1995, Самара, Росія) — російський блогер, інфобізнесмен і коуч, відомий своїми суперечливими поглядами та мізогінними висловлюваннями.

## Біографія
Арсен Маркарян народився 21 березня 1995 року у Самарі. У дитинстві він страждав на ожиріння і в 11 років важив близько 100 кг, що робило його об'єктом глузувань серед однолітків. Хоча, ті, хто навчався у школі з Маркаряном, це спростовують, стверджуючи, що Арсен був популярний серед однолітків, зустрічався з «самовпевними і сильними дівчатами» і проявляв сексизм вже у ті роки.
Крім того, він стикався з дискримінацією за національною ознакою, часто наражаючись на нападки з боку місцевих скінхедів. Це спонукало його зайнятися спортом, і він записався до секції рукопашного бою.
В одному зі своїх відео стверджував, що будучи 18-19-річним, «спав з 12-13-річними дівчатами».
Маркарян стверджує, що брав участь у багатьох спортивних змаганнях і отримав велику кількість нагород. За його словами, у 2011 році він став віце-чемпіоном світу з муай тай. Однак ця інформація не підтверджена офіційними джерелами, і він не наводить доказів своїх успіхів.
Після поїздки до Таїланду, вражений раціоном місцевих жителів, Маркарян почав вивчати вегетаріанство, веганство та сироїдіння. Поступово, за словами самого Маркаряна, він перейшов на раціон, що складається тільки зі свіжих овочів, фруктів та суперфудів.
Маркарян розпочав свою кар'єру як блогер у 2014 році, фокусуючись на сироїдінні та здоровому способі життя, не будучи при цьому дипломованим дієтологом. Його перший значущий проект — курс «Testosterone Release», присвячений біохакінгу та підвищення рівня тестостерону у чоловіків. З часом тематика його блогу розширилася до загальніших питань особистісного зростання та філософії життя.
Арсен Маркарян відомий своїми мізогінними поглядами. Він стверджує, що жінки поступаються чоловікам як фізично, так і інтелектуально, але перевершують їх у психологічних маніпуляціях. Маркарян вважає, що чоловіки повинні усвідомити свою унікальність, позбутися комплексів та навчитися ставити жінок на своє місце за допомогою аргументів та переконань, а не сили. Маркарян стверджує, що суспільство влаштоване так, що хлопчиків «зомбують» ще в дитинстві, вселяючи їм необхідність захищати «слабких» дівчаток. Він закликає чоловіків не піддаватися маніпуляціям жінок та ставити їх на місце за допомогою раціональних аргументів. Його риторика викликала критику з боку багатьох користувачів інтернету та ЗМІ, проте знайшла відгук у деяких чоловіків, які поділяють його погляди на стосунки. Маркаряна порівнюють з іншими відомими мізогінами, такими як Владислав Поздняков та Олексій Піднебесний.
Радикальні погляди Маркаряна, озвучені у численних інтерв'ю, зробили його об'єктом жартів з боку інтернет-користувачів, які, через зовнішність блогера, дали йому прізвисько «Мізогімлі».
Основною аудиторією Маркаряна стали чоловіки, які прагнуть особистісного зростання та успіху. Його різкі висловлювання про жінок і соціальні інститути привернули увагу як прибічників, так і критиків.
Основний прибуток Маркарян отримує від передплат на його закритий Telegram-канал, доступ до якого коштує 1,5 тисячі російських рублів на місяць. За його словами, кількість передплатників цього каналу становить близько 55 тисяч осіб, що приносить йому значний дохід. Один з YouTube-блогерів, який вступив у цей канал, заявив, що там Маркарян розводить передплатників на гроші, «годуючи їх плацебо під назвою саморозвиток, радить очевидні речі впереміш з повною маячнею, побудованою на спрощенні медицини, і продає БАДи втричі дорожче».